# Caravan
Caravan és una banda de rock de l'àrea de Canterbury, fundada pels antics membres del grup Wilde Flowers: David Sinclair, Richard Sinclair, Pye Hastings i Richard Coughlan, el 1968. La banda mai no ha assolit el gran èxit comercial que es va predir àmpliament al principi de la seva carrera, però, tot i això, es considera una part clau de l'escena de Canterbury del rock progressiu, barrejant influències de rock psicodèlic, jazz i clàssiques per crear un so distintiu.
Inicialment, la banda estava establerta a Whitstable, Kent, prop de Canterbury, però es va traslladar a Londres quan va signar breument amb Verve Records. Després de ser abandonats per Verve, la banda va signar amb Decca Records, on van publicar el seu àlbum més aclamat per la crítica, In the Land of Grey and Pink, el 1971. Dave Sinclair va marxar després del llançament de l'àlbum i el grup es va separar l'any següent. Hastings i Coughlan van afegir nous membres, destacant el violista Geoffrey Richardson, continuant fins a la seva separació el 1978.
La banda es va reunir diverses vegades en les dècades següents. Caravan encara es manté activa com a banda en directe al segle XXI, malgrat la mort de Coughlan el desembre de 2013.

## Discografia

### Àlbums d'estudi
- Caravan (1968)
- If I Could Do It All Over Again, I'd Do It All Over You (1970)
- In The Land Of Grey And Pink (1971)
- Waterloo Lily (1972)
- For Girls Who Grow Plump in the Night (1973)
- Cunning Stunts (1975)
- Blind Dog at St. Dunstans (1976)
- Better by Far (1977)
- The Album (1980)
- Back to Front (1982)
- Cool Water (1994)
- The Battle of Hastings (1995)
- All Over You (1996)
- All Over You...Too (2000)
- The Unauthorised Breakfast Item (2003)
- The Back Catalogue Songs (2013)
- Paradise Filter (2013)
- It’s None Of Your Business (2021)

### En viu
- Caravan and the New Symphonia (1974)
- BBC Radio 1 Live in Concert (1991)
- Live in Holland: Back on the Tracks (1992)
- Live 1990 (1992)
- Songs for Oblivion Fishermen (1998)
- Ether Way (1998)
- Live: Canterbury Comes to London (1999)
- Surprise Supplies (1999)
- Bedrock in Concert (2002)
- Green Bottles for Marjorie: The Lost BBC Sessions (2002)
- Live at the Fairfield Halls, 1974 (2002)
- A Night's Tale (2003)
- Nowhere to Hide (2003)
- With Strings Attached (2003)
- The Show of Our Lives – Caravan at the BBC 1968–1975 (2007)